# Nikolai Wassiljewitsch Rudanowski

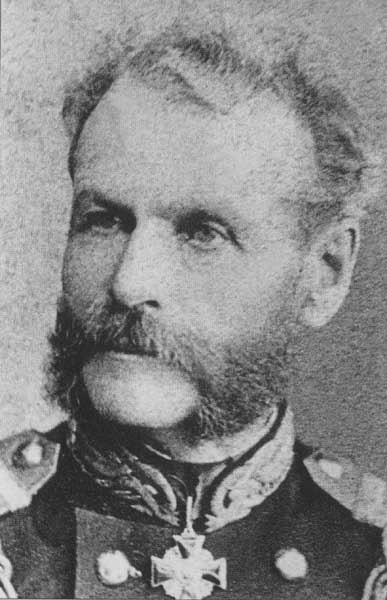
Nikolai Wassiljewitsch Rudanowski

Nikolai Wassiljewitsch Rudanowski (russisch Николай Васильевич Рудановский; * 15. Novemberjul. / 27. November 1819greg. in Kasan; † 2. Januarjul. / 14. Januar 1882greg. in St. Petersburg) war ein russischer Kartograf.

## Leben
Rudanowski war der Sohn eines Grundherrn im Gouvernement Kasan und hatte einen Zwillingsbruder und acht weitere Geschwister. Er wurde im November 1835 Steuermann-Kadett. Im April 1841 wurde er zum Praporschtschik im Flottensteuermannskorps befördert. 1842 führte er Vermessungen auf den finnischen Schären durch. Ab 1843 diente er auf Linienschiffen in der Ostsee.
Nach Beförderung zum Podporutschik im April 1851 und zum Porutschik im Dezember 1851 wurde Rudanowski nun als Mitschman nach Petropawlowsk-Kamtschatski geschickt, wo er 1852 zum Leutnant befördert wurde. Im selben Jahr meldete er sich freiwillig für Gennadi Newelskois Sachalin-Expedition und sorgte für die nötigen Vorbereitungen, bevor der dazu beauftragte Nikolai Busse im August 1852 in Petropawlowsk-Kamtschatski ankam. Busse kontrollierte und genehmigte alles und segelte aus der Awatscha-Bucht mit Rudanowski und der angeworbenen Expeditionsmannschaft auf dem ausgerüsteten Transportschiff Nikolai zwei Wochen lang zum Winterquartier Petrowskoje an der Küste des Ochotskischen Meers am Eingang zum Tatarensund, wo sie Newelskoi erwartete und wo Busse sein Sachalin-Tagebuch begann.

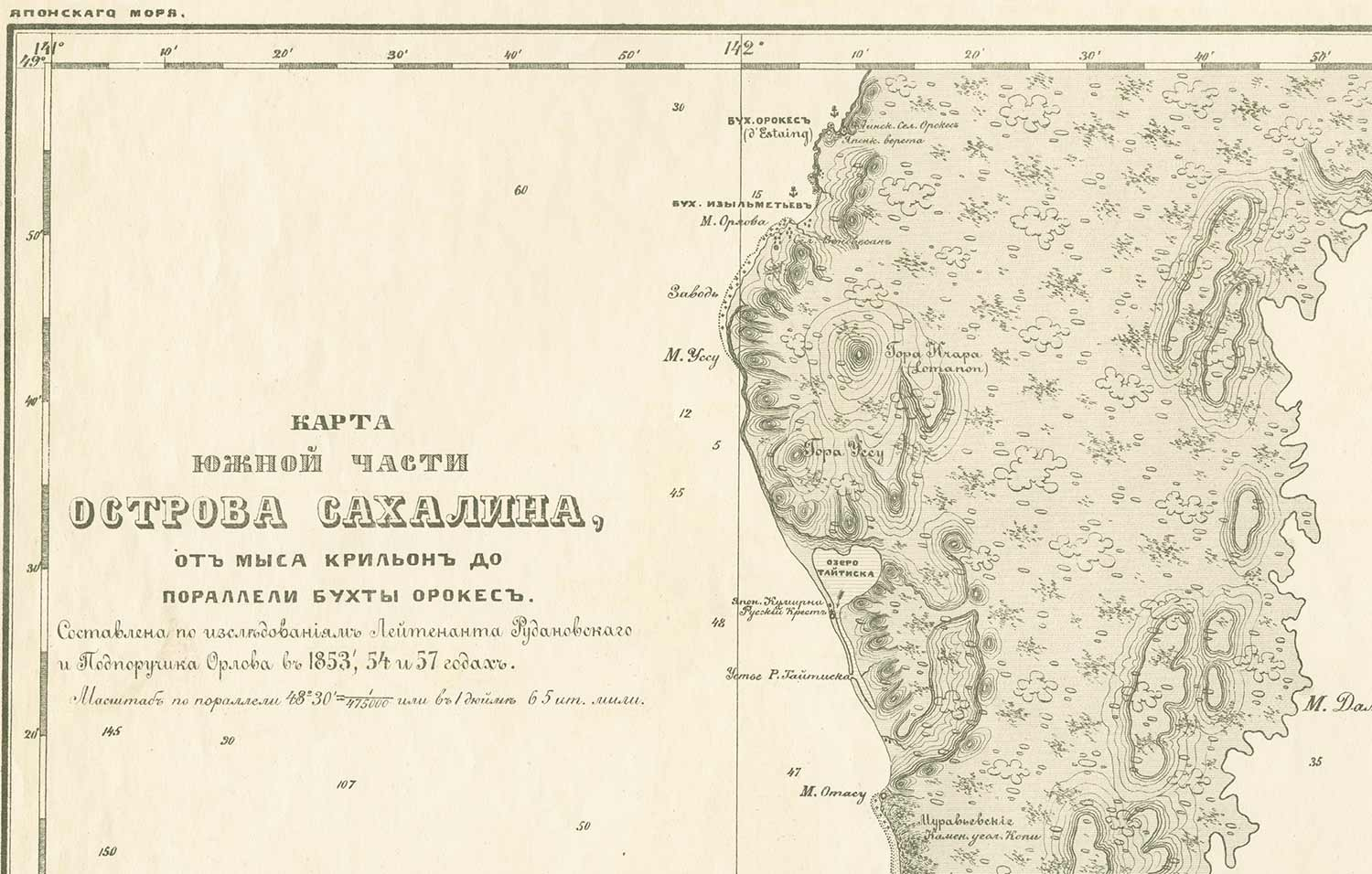
Sachalin-Karte (Ausschnitt) von Rudanowski und D. I. Orlow nach Daten der Newelskoi-Expeditionen 1853–1857

Im September 1853 verließ ein Transportschiff mit Newelskoi, Busse, Rudanowski und der Expeditionsvorhut Petrowskoje und erreichte nach zwei Wochen nach Krusensterns Seekarte  das Ainu-Dorf Tomari-Aniwa auf Sachalin. Nach der Landung, bei der Dorfbewohner halfen, wurde ein russischer Posten mit Flaggenhissung feierlich eröffnet. Busse leitete den Aufbau des Postens, der bis April 1854 dauerte. Rudanowski begann Sachalin zu erforschen. Im Oktober bis Dezember 1853 erkundete er in drei Expeditionen die Umgebung des Postens und per Boot die Küste der Aniwa-Bucht bis zum Kap Aniwa. Im Januar 1854 durchquerte er mit dem Kosaken Berjoskin und dem Ainu-Führer Seriponku Südsachalin. Im Februar reinigte und ordnete er die gesammelten Materialien und kartierte die erkundeten Gegenden. Im Posten hatte er Wetterdaten regelmäßig registrieren lassen. Im März folgte eine weitere Erkundungstour.
Nachdem im März 1854 Frankreich und Großbritannien in den Krimkrieg eingetreten waren, wurde die Lage kompliziert, indem ein britisch-französisches Geschwader im Ostpazifik erschien. Das geplante Treffen Vizeadmirals Jewfimi Putjatin mit japanischen Vertretern in Tomari-Aniwa konnte nicht mehr stattfinden. Stattdessen schickte Putjatin per Schiff einen Brief an Busse mit der Aufforderung, den Posten auf Sachalin für eine gewisse Zeit nach eigenem Ermessen zu schließen. Nach Beratung mit allen Kommandeuren und Offizieren der Schiffe, die sich gerade am Posten befanden, wurde der Posten geräumt und aufgegeben. Busse kehrte im Mai 1854 mit Rudanowski und dem gesamten Personal und der gesamten Ausrüstung in den Kaiserhafen zurück. Für die Erforschung Südsachalins erhielt Rudanowski den Sankt-Stanislaus-Orden III. Klasse. Rudanowski beteiligte sich dann an der Verteidigung  Petropawlowsk-Kamtschatskis. 1855 organisierte er den Truppentransport auf dem Amur und vermaß das rechte Ufer des Flusses.
Rudanowski wurde 1856 erneut nach Sachalin geschickt, um die Möglichkeiten für den Steinkohle-Abbau zu klären und die Grenze zu Japan zu bestimmen. Mit seinen Ergebnissen wurden drei Kohlegruben eröffnet. Er richtete einen Posten am Fluss Kossuka ein, dokumentierte die Westküste Sachalins und führte eine Volkszählung durch.

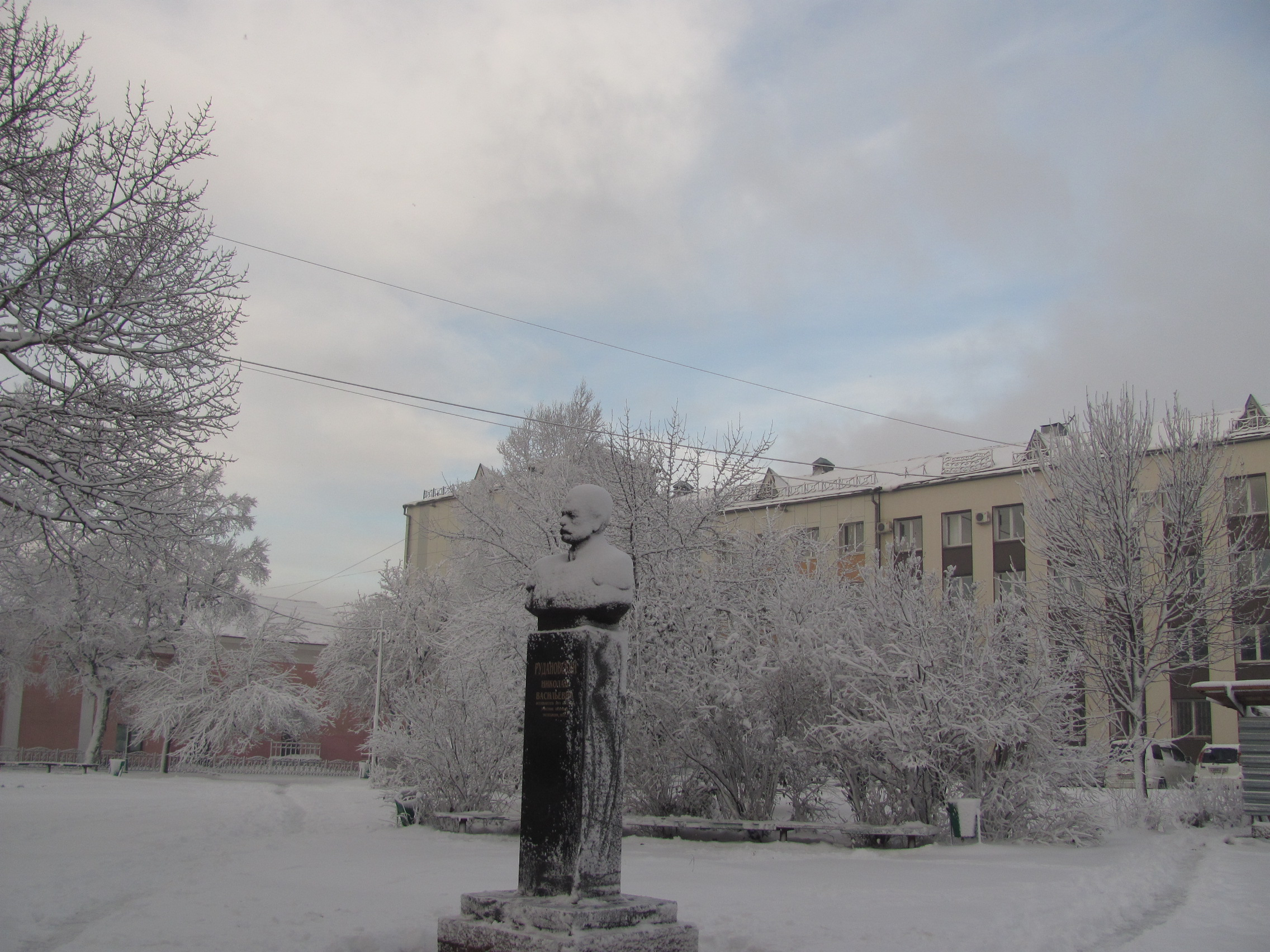
Rudanowski-Denkmal in Juschno-Sachalinsk neben dem Kino Komsomolez

1858 wurde Rudanowski zur Baltischen Flotte versetzt. Für die Beteiligung an der Sachalin-Expedition erhielt er eine jährliche Pension von 350 Rubel. Ab 1961 kommandierte er Schrauben-Boote. 1863 wurde er in die Häfen an der Wolga geschickt, um die Probleme des Brothandels zu untersuchen. Er begann Artikel über den Brothandel und andere Probleme zu veröffentlichen. 1865 kehrte er zurück und legte 1866 einen detaillierten Bericht vor, wofür er den  Sankt-Stanislaus-Orden II. Klasse erhielt. 1869 wurde er in die Kommission zur Prüfung der verschiedenen Probleme bei der Erstellung der Gesetzessammlung zur Bewirtschaftung von Kriegsschiffen berufen. Im Mai 1871 wurde er für den Dienst in der Handelsmarine freigestellt, aber nach einigen Monaten wieder in den aktiven Dienst zurückberufen, um Junior-Assistent des Kommandanten des Kronstädter Hafens zu werden. Daneben arbeitete er in verschiedenen anderen Kommissionen mit. 1881 wurde er aus Gesundheitsgründen als Vizeadmiral aus dem Dienst entlassen.
Rudanowskis Namen tragen eine Halbinsel und ein Kap in der Wladimir-Bucht (Region Primorje) am Japanischen Meer, ein Meeresarm der Insel Sachalin am Tatarensund bei Krasnogorsk, ein Fluss bei Tomari und eine Bucht und ein Berg bei Dolinsk sowie eine Straße und ein Platz in Juschno-Sachalinsk und eine Straße in Korsakow.